# Geraldina da Albânia
Geraldina Apponyi de Nagy-Appony (Budapeste, 6 de agosto de 1915 – Tirana, 22 de outubro de 2002) foi esposa do Rei Zog I e Rainha Consorte da Albânia de seu casamento em 27 de abril de 1938 até seu marido ser deposto em 7 de abril de ano seguinte.

## Início da vida
Geraldina nasceu em Budapeste, Áustria-Hungria, filha do Conde Júlio Apponyi de Nagy-Appony (1873–1924) da nobre família Apponyi. Sua mãe era Gladys Virginia Steuart (1891–1947), uma americana, filha de John Henry Steuart da Virgínia, um diplomata que serviu como cônsul americano em Antuérpia, Bélgica, e sua esposa Mary Virginia Ramsay Harding. Através de sua mãe Gladys era um primo distante de Richard Nixon.
Quando Geraldina tinha três anos, o Império Áustro-Hungaro entrou em colapso e a família Apponyi foi morar na Suíça. Em 1921 eles retornaram ao Reino da Hungria que estava estável sob o regente Miklós Horthy. No entanto, quando o pai de Geraldina morreu em 1924, sua mãe e seus três filhos (Geraldina, agora com nove anos, Virginia e Júlia) foram morar no balneário de Menton, no sul da França. Quando a condessa se casou com um oficial francês, seus sogros húngaros insistiram que as crianças fossem devolvidas à Hungria para estudar. As meninas foram enviadas para o internato do Sagrado Coração em Pressbaum, perto de Viena. A infância feliz de Geraldina continuou no Château Appony na atual Eslováquia, possessões da família ancestral Apponyi na Eslováquia; na época, a parte da Tchecoslováquia (cuja cidadania Geraldina ganhou). Ela morou lá até 1938. Com a fortuna de sua família gasta, Geraldina ganhava a vida como estenógrafo. Ela também trabalhou na loja de presentes do Museu Nacional de Budapeste, onde seu tio era o diretor.

## Casamento

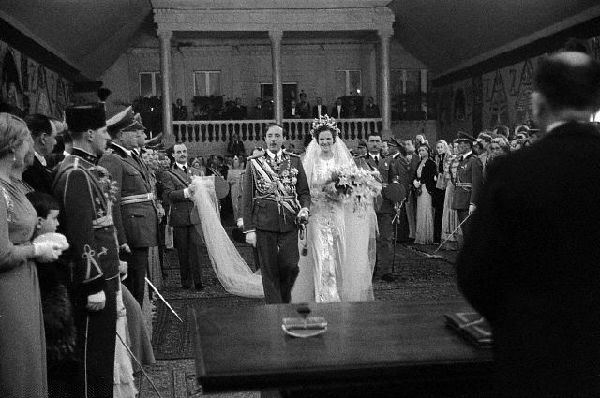
Casamento de Geraldina com Zog I.

Geraldine foi apresentada em dezembro de 1937 ao rei Zog I dos albaneses, que havia visto uma fotografia dela. Ela visitou o Reino Albanês e em poucos dias o casal estava noivo. Conhecida como a "Rosa Branca da Hungria", Geraldina foi elevada ao status real como Princesa Geraldina da Albânia antes de seu casamento.
Em 27 de abril de 1938, em Tirana, Albânia, Geraldina casou-se com o rei em uma cerimônia presenciada por Galeazzo Ciano, enviado e genro de Il Duce e primeiro-ministro da Itália, Benito Mussolini. Ela era católica romana e o rei Zog era muçulmano. Geraldina usou uma nova tiara de diamantes, encomendada especialmente a joalheiros austríacos, com os motivos da rosa branca para a noiva e a cabra heráldica para o noivo. Eles foram para a lua de mel em um Mercedes-Benz 540K escarlate aberto, um presente de Adolf Hitler.
O casal teve um filho, o príncipe herdeiro Leka Zogu (1939-2011).
O governo de Zog foi interrompido pela invasão italiana da Albânia em abril de 1939, e a família fugiu do país para o exílio. A partir de abril de 1939, Geraldina e Zog fugiram da Albânia via Grécia e Turquia e se estabeleceram na França e depois na Inglaterra. Eles moraram no Ritz Hotel, Londres, em Ascot e, durante a maior parte da guerra, em Parmoor House, Frieth, Buckinghamshire, Inglaterra. Em 1946 foram para o Egito e depois em 1952 para a França. Rei Zog I morreu em Hauts-de-Seine, França, em 1961 e seu filho, o príncipe herdeiro Leka, foi proclamado rei Leka I pelo governo monarquista no exílio. Depois disso, a Família Real mudou-se para a Espanha, Rodésia e depois para a África do Sul.

## Vida posterior

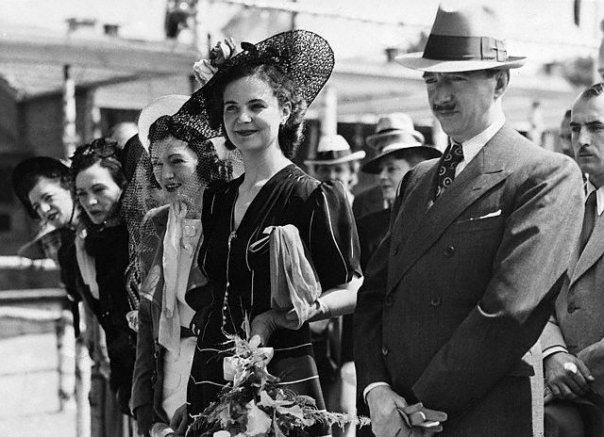
Geraldine com seu marido e suas irmãs durante uma cerimónia oficial em Tirana.

Após a morte do marido, Geraldina preferiu ser conhecida como a "Rainha Mãe da Albânia".  Em junho de 2002, Geraldina voltou da África do Sul para morar na Albânia, depois que a lei foi alterada para permitir que ela voltasse. Ela continuou a afirmar que seu filho Leka era o legítimo rei dos albaneses.
A rainha Geraldina dos albaneses morreu cinco meses depois, aos 87 anos, em um hospital militar em Tirana. Depois de ser internada para tratamento de doença pulmonar, ela sofreu pelo menos três ataques cardíacos, o último dos quais foi fatal, em 22 de outubro de 2002. Ela foi enterrada pela Casa Central do Exército com todas as honras, incluindo uma oração fúnebre na Catedral de São Paulo, em 26 de outubro de 2002, e sepultado no cemitério de Sharra, na Albânia, no "lote VIP". Mais tarde, ela foi enterrada novamente no Mausoléu Real em Tirana.
Em 5 de abril de 2004, seu neto, Leka, príncipe herdeiro da Albânia, recebeu a Medalha Madre Teresa concedida a ela postumamente pelo governo albanês em reconhecimento aos seus esforços de caridade para o povo da Albânia. A filha de Leka, Geraldina (nascida em 22 de outubro de 2020 no Hospital Maternidade Queen Geraldine em Tirana, no 18º aniversário da morte da rainha Geraldina) foi nomeada em sua homenagem.

## Títulos e honras

### Títulos e estilos
- 6 de agosto de 1915 – 10 de janeiro de 1938: Condessa Geraldina Apponyi de Nagy-Apponyi
- 10 de janeiro de 1938 –  27 de abril de 1938: Sua Alteza Real, a Princesa Geraldina da Albânia
- 27 de abril de 1938 –  9 de abril de 1961: Sua Majestade, a Rainha dos Albaneses
- 9 de abril de 1961 – 22 de outubro de 2002: Sua Majestade, a Rainha Geraldina, A Rainha Mãe dos Albaneses

### Honras

#### Honras nacionais
- Dama Grande Cruz da Ordem da Fidelidade (26 de abril 1938)
- Medalha de Madre Teresa [póstuma] (5 de abril de 2004)

## Fundação
Em junho de 2013, Elia Zaharia, noiva do príncipe Leka, ele próprio neto de Geraldina, criaram a fundação Queen Géraldine em sua homenagem. O visual de caridade exibe o retrato da ex-rainha. As suas missões centram-se na ajuda a famílias e crianças desfavorecidas e na renovação de escolas.